# Les oiseaux se cachent pour mourir : Les Années oubliées
Les oiseaux se cachent pour mourir : Les Années oubliées (The Thorn Birds: The Missing Years) est une mini-série américaine et australienne en deux épisodes de 90 minutes, réalisée par Kevin James Dobson (en) d'après le best-seller de Colleen McCullough, et diffusée les 11 et 13 février 1996 sur le réseau CBS.
Au Québec, elle a été diffusée en quatre parties du 6 au 27 novembre 1996 à la Télévision de Radio-Canada,, et en France sur TF1, TV Breizh, Téva et Paris Première.

## Synopsis
Cette série reprend l'histoire du père Ralph de Bricassart après l'héritage de Mary Carson et avant son retour en Australie.

## Distribution
- Richard Chamberlain (VF : Richard Darbois) : le Père Ralph de Bricassart
- Maximilian Schell (VF : Marc de Georgi) : le cardinal Vittorio di Contini-Verchese
- Amanda Donohoe (VF : Véronique Augereau) : Meggie Cleary
- Julia Blake (en) (VF : Lucie Dolène) : Fiona Cleary
- Zach English : Dane O'Neill
- Olivia Burnette (en) (VF : Valérie Siclay) : Justine O'Neill
- Simon Westaway (VF : François Leccia) : Luke O'Neill
- Robert Taylor (VF : Nicolas Marié) : Jack Cleary
- Peter Ford (VF : Jean-Claude Robbe) : the Warder
- Christopher Gabardi (en) (VF : Vincent Ropion) : le père Angelo
- Adam Grossetti (VF : Vincent Ropion) : Tony Masters
- Jonathan Hardy (VF : Pierre Baton) : le père Emilio
- John Heywood : le docteur
- Philip Hinton (VF : Georges Berthomieu) : Levi
- Marijke Mann : Mrs Smith
- Todd Schulberg : Samuel
- Jack Thompson (VF : Philippe Dumat) : le juge

 Source et légende : version française (VF) sur RS Doublage

## Épisodes

### 1erépisode
À Rome, en 1942, l'archevêque Ralph de Bricassart se dévoue courageusement à la cause des réfugiés juifs. Pour leur venir en aide, il est contraint de puiser dans les biens que Mary Carson a légués à l'Église et dont il est l'administrateur. Ralph est rapidement réprimandé par ses supérieurs qui lui reprochent de ne pas respecter la neutralité papale dans le conflit mondial. Après avoir sauvé un enfant juif, il est sévèrement sanctionné par le cardinal di Contini-Verchese qui l'exile en Australie où il est assigné à la gestion du domaine de Drogheda.

### 2eépisode
Après de longues années d'absence, Luke O'Neill revient à Drogheda d'où sa femme l'avait chassé à la suite d'une violente dispute. Luke prétend vouloir connaître Dane, le fils qu'il n'a jamais vu. Meggie refusant catégoriquement de l'accueillir chez elle, Luke enlève Dane. Ralph, qui aide Meggie dans la gestion du domaine, décide avec elle d'intenter une action en justice contre le kidnappeur. Mais le juge, protestant, refuse à Meggie la garde de son fils, prétextant que Dane, brûlant de devenir prêtre, est sous l'influence de Ralph.

## Commentaires
Considérée comme la pseudo-suite des oiseaux se cachent pour mourir, cette nouvelle série est en réalité une midquel car elle se passe à des périodes situées entre celles de la série originale.
Connaissant moins de succès que son prédécesseur, ce feuilleton n'en est pas moins attrayant, même si l'extrémité des émotions du premier volet a laissé sa place ici à une fresque historique plus que sentimentale. Néanmoins, il a su garder les idées qui ont fait le succès des Oiseaux se cachent pour mourir et Richard Chamberlain, douze ans plus tard et bien qu'entouré d'une nouvelle distribution, a repris la soutane avec brio.